# ضدروشنگری

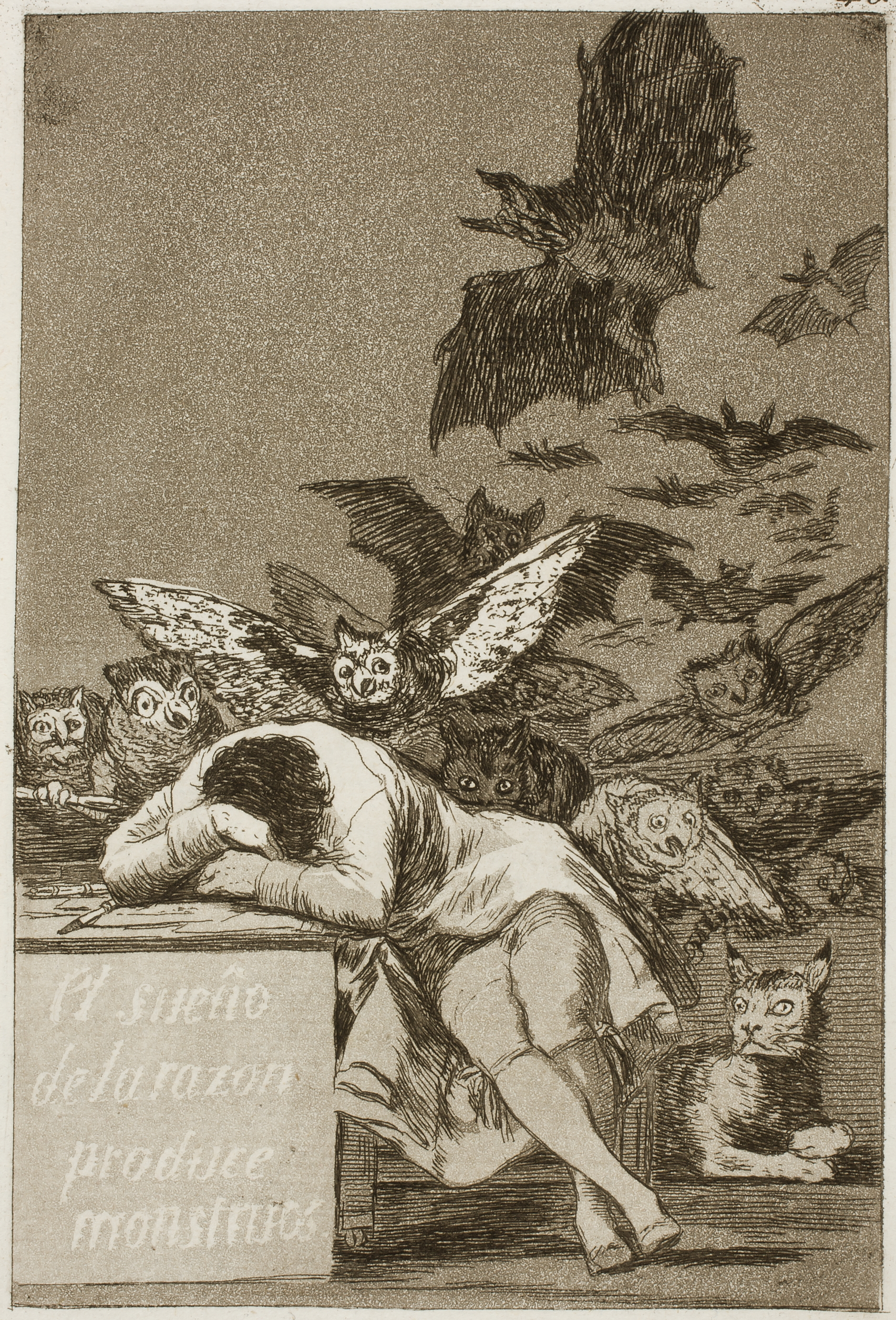
نقاشی با مفهوم ضدروشنگری. رویای عقل دیو می‌آفریند.

ضدروشنگری (به انگلیسی: Counter-Enlightenment) از اواسط قرن بیستم، برای توصیف رشته افکاری به کار می‌رود که اواخر قرن ۱۸ و اوایل قرن ۱۹ در مخالفت با تفکرات روشنگری در قرن ۱۸ام پدید آمدند.
اگرچه این اصطلاح پیشتر استفاده شده‌بود، رواج و بازآفرینی آن معمولاً به آیزایا برلین نسبت داده می‌شود که آغازگر این بحث در رسالهٔ The Counter-Enlightenment به سال ۱۹۷۳ بود.
نسبی‌گرایی، ضد خردگرایی، زندگی‌باوری، و رمانتیسم آلمانی از جنبش‌های فکری هستند که معمولاً در ردهٔ ضدروشنگری قرار می‌گیرند.